# ドラガン・トラヴィツァ
ドラガン・トラヴィツァ（Dragan Travica, 1986年8月28日 - ）は、クロアチア・ザグレブ出身のイタリアに帰化した男子バレーボール選手。ポジションはセッター。元イタリア代表。日本ではドラガン・トラビカの表記がある。

## 来歴
イタリアで育ち、2000年にシスレー・トレヴィーゾのユースチームでバレーボールを始め、キャリアをスタートさせた。
セリエB1パッラヴォーロ・ファルコナーラでの1シーズン終了後、2003-04シーズンにセリエA1パッラヴォーロ・モデナと契約し、プロバレーボールでデビュー。ここで2年間を過ごす。
2005-06シーズンのセリエA2パッラヴォーロ・レイマ・クレーマを経て、次シーズンはスパークリング・バレー・ミラノで下位リーグが続くも、コッパ・イタリアA2優勝とセリエA1昇格を果たし、翌シーズンも同じチームで競技を続ける。2007年11月11日、フォルリで行われたオールスターゲームのイタリア-オールスターA2戦（2-0）でイタリア代表デビューを飾った。
2008年のミラノチームの廃部後、2008-09シーズンはモデナに戻り、次シーズンからモンツァのガベカ・パッラヴォーロに2シーズン在籍。イタリア代表として2011年欧州選手権で銀メダルを獲得し、ベストセッター賞を受賞した。
2011-12シーズンはマチェラータのASバレー・ルーベと契約し、スクデット獲得とスーペルコッパ・イタリアーナ優勝。イタリア代表では2012年ロンドンオリンピック、2013年ワールドリーグでそれぞれ銅メダル獲得、2014年ワールドリーグ、2013年ワールドグランドチャンピオンズカップにおいて再び銅メダル獲得。2013年欧州選手権で銀メダルを獲得した。
2013-14シーズンにロシア・スーパーリーグのベロゴリエ・ベルゴロドへ移籍し、2度のスーパーカップ優勝、2013年ロシア・カップ優勝、2013-14年欧州チャンピオンズリーグ優勝を飾った。
2015-16シーズン、トルコ1部リーグのハルクバンク・アンカラへ移籍。

## 人物
- 父親はセルビア・モンテネグロ男子代表監督を務めたセルビアのバレーボール指導者リュボミール・トラヴィツァ[5][6]。
- 妹はクリスチャン・サバーニと結婚した。

## 球歴
- オリンピック - 2012年（銅メダル）
- 世界選手権 - 2014年
- ワールドカップ - 2011年
- ワールドリーグ - 2013年（3位）、2014年（3位）
- 欧州選手権 - 2011年（準優勝）、2013年（準優勝）

## 受賞歴
- 2011年欧州選手権 - ベストセッター賞

## 所属クラブ
- パッラヴォーロ・ファルコナーラ（2002-2003年）
- パッラヴォーロ・モデナ（2003-2005年）
- パッラヴォーロ・レイマ・クレーマ（2005-2006年）
- スパークリング・ミラノ（2006-2008年）
- パッラヴォーロ・モデナ（2008-2009年）
- ガベカ・モンツァ（2009-2011年）
- ルーベ・マチェラータ（2011-2013年）
- ベロゴリエ・ベルゴロド（2013-2015年）
- ハルクバンク・アンカラ（2015-2016年）
- Urmia Municipality VC（2016年）
- パッラヴォーロ・モデナ（2016-2017年）
- パッラヴォーロ・パドヴァ（2017-2020年）
- シル・サフェーティ・ペルージャ（2020-2022年）
- オリンピアコス（2022-）